# 1886
1886 (MDCCCLXXXVI) je bilo navadno leto, ki se je po gregorijanskem koledarju začelo na petek, po 12 dni počasnejšem julijanskem koledarju pa na sredo.

## Rojstva
- 11. marec - Edward Śmigły-Rydz, poljski politik, državnik in maršal Poljske († 1941)
- 27. marec - Ludwig Mies van der Rohe, nemško-ameriški arhitekt († 1969)
- 30. marec - Stanisław Leśniewski, poljski logik in filozof († 1939)
- 31. marec - Tadeusz Kotarbiński, poljski logik in filozof († 1981)
- 22. april - Izidor Cankar, slovenski umetnostni zgodovinar, pisatelj († 1958)
- 10. maj - Karl Barth, švicarski teolog († 1968)
- 17. maj - Alfonz XIII. Španski, španski kralj († 1941)
- 20. avgust - Paul Tillich, nemško-ameriški teolog in filozof († 1965)
- 28. avgust - Avgust Pavel, slovenski pesnik, pisatelj, etnolog, jezikoslovec, literarni zgodovinar, učitelj in muzeolog na Madžarskem († 1946)
- 24. september - Edward Bach, angleški homeopat († 1936)
- 2. oktober - Robert Julius Trumpler, švicarsko-ameriški astronom († 1956)
- 15. november - René Guénon, francoski teozof in sufi († 1951)
- 25. december - Franz Rosenzweig, nemški judovski filozof († 1929)

## Smrti
- 26. januar - David Rice Atchison, ameriški politik (* 1807)
- 16. avgust - Ramakrišna Paramahamsa, indijski neohindusitični filozof in vedantin (* 1836)